# Polycheira rufescens
Polycheira rufescens är en sjögurkeart som först beskrevs av Brandt.  Polycheira rufescens ingår i släktet Polycheira och familjen Chiridotidae. Inga underarter finns listade i Catalogue of Life.

## Bildgalleri

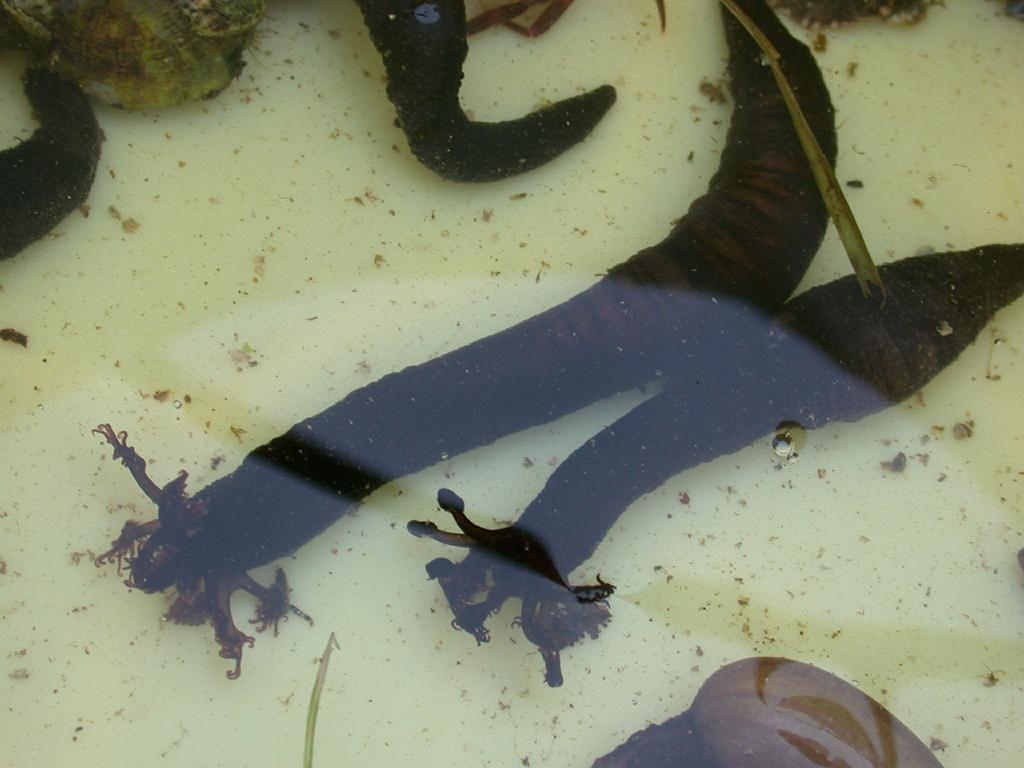